# Ach! ich sehe, itzt, da ich zur Hochzeit gehe
Ach! ich sehe, itzt, da ich zur Hochzeit gehe (Ah ! Maintenant je vois que je me rends au mariage), (BWV 162) est une cantate religieuse de Johann Sebastian Bach composée à  Weimar en 1715.

## Histoire et livret
Bach écrivit cette cantate à Weimar quand il était organiste du prince Johann Ernst de Saxe-Weimar, pour le vingtième dimanche après la Trinité et la dirigea la première fois dans la Schlosskirche (chapelle de la cour) le 3 novembre 1715 (selon le musicologue Alfred Dürr) ou le 25 octobre 1716 d'après Christoph Wolff et autres. Pour cette destination liturgique, deux autres cantates ont franchi le seuil de la postérité : les BWV 49 et 180.
Les lectures prescrites pour ce dimanche étaient Eph. 5:15–21 et Mat. 22:1–14. Le texte de la cantate est dû au poète de cour Salomon Franck et fut publié dans les « Evangelisches Andachts-Opffer » (1715). Il renvoie à l'Évangile et rapporte combien il est essentiel de suivre l'invitation aimante du Seigneur. La poésie de Franck est riche en contrastes tels que « Seelengift und Himmelsbrot » et d'images issues de la Bible, ainsi « Der Himmel ist sein Thron » (Le ciel est son trône) d'après Isaïe 66:1. Le choral final reprend le septième verset de Alle Menschen müssen sterben de Johann Rosenmüller (1652).
Bach dirigea de nouveau la cantate le 10 octobre 1723 durant sa première année à Leipzig dans une version révisée comprenant un « corno da tirarsi », un instrument à vent baroque qui ne se trouve mentionné que dans la musique de Bach et dont on pense qu'il était semblable à une trompette à coulisse ou « tromba da tirarsi ». La partition de Bach est perdue.

## Structure et instrumentation
Comme d'autres cantates de l'époque de Weimar, celle-ci est écrite pour petit ensemble de quatre solistes (soprano, alto, ténor, basse), un « corno da tirarsi » (probablement ajouté à Leipzig), deux violons, alto et basse continue comprenant un basson dans le premier mouvement. Seul le choral est arrangé pour quatre voix.
1. aria (basse): Ach! ich sehe, itzt, da ich zur Hochzeit gehe
2. récitatif (ténor) : O großes Hochzeitfest
3. aria (soprano) : Jesu, Brunnquell aller Gnaden
4. récitatif (alto) : Mein Jesu, laß mich nicht
5. aria duo (alto, ténor) : In meinem Gott bin ich erfreut
6. choral : Ach, ich habe schon erblicket

## Musique
La cantate s'ouvre avec une aria pour basse accompagnée de trois instruments dans une disposition polyphonique, les deux violons et l'alto, qui seront renforcés du corno da tirarsi plus tard à Leipzig. Le motif des premiers mots est presque toujours présent. Il semble qu'il manque une partie pour instrument obligé dans l'aria pour la soprano. Robert D. Levin a reconstitué une version pour flûte et hautbois d'amour pour le pèlerinage des cantates de Bach du Monteverdi Choir. Le duo est aussi accompagné du seul continuo mais paraît être complet. La mélodie du choral final est rare par ailleurs mais se rencontre cependant à Weimar, non seulement dans cette œuvre mais également dans un prélude choral de Johann Gottfried Walther.